# Инненайм
Инненайм (фр. Innenheim) — коммуна на северо-востоке Франции в регионе Гранд-Эст (бывший Эльзас — Шампань — Арденны — Лотарингия), департамент Нижний Рейн, округ Селеста-Эрстен, кантон Мольсем. До марта 2015 года коммуна административно входила в состав кантона Оберне (округ Селеста-Эрстен).

## Географическое положение
Коммуна расположена на расстоянии около 390 км на восток от Парижа и в 17 км юго-западнее Страсбура.
Площадь коммуны — 6,24 км², население — 1027 человек (2006) с тенденцией к росту: 1126 человек (2013), плотность населения — 180,5 чел/км².

## Население
Население коммуны в 2011 году составляло 1127 человек, в 2012 году — 1132 человека, а в 2013-м — 1126 человек.
| 1962 | 1968 | 1975 | 1982 | 1990 | 1999 | 2006 | 2008 | 2011 | 2012 | 2013 |
| ---- | ---- | ---- | ---- | ---- | ---- | ---- | ---- | ---- | ---- | ---- |
| 692  | 731  | 908  | 862  | 840  | 1015 | 1027 | 1090 | 1127 | 1132 | 1126 |

Динамика населения:

## Экономика
В 2010 году из 734 человек трудоспособного возраста (от 15 до 64 лет) 567 были экономически активными, 167 — неактивными (показатель активности 77,2 %, в 1999 году — 74,6 %). Из 567 активных трудоспособных жителей работали 544 человека (280 мужчин и 264 женщины), 23 числились безработными (15 мужчин и 8 женщин). Среди 167 трудоспособных неактивных граждан 63 были учениками либо студентами, 62 — пенсионерами, а ещё 42 — были неактивны в силу других причин.

## Достопримечательности (фотогалерея)
- На въезде
- Здание мэрии
- На главной улице
- Дома на главной улице
- Фахверковый дом
- Церковь Сен-Мартен
- Интерьер